# Učenje 2.0
Učenje 2.0 je specifičan pristup učenju u kojem se izokreću tradicionalne uloge u procesu učenja, no ne samo uloge, već i tradicionalni pristup učenju. Nekoć se zvalo e-učenje. Učenje 2.0 je više instrukcijska filozofija nego li specifična metodologija ili modalitet koja stavlja naglasak na fleksibilno, pristupačno te ležerno radno okruženje.
Sastoji se od tri elementa:
- Učenika
- Učitelja
- Elemenata koji omogućuju učenje

Okruženje (učionica) je satkana od ovih elemenata (postera, knjiga, članaka, razgovora...). Dobrodošli su svi elementi koji pridonose izgradnji kreativnog radnog okruženja.

## Učenici
Uloga učenika:
- Pridonositelj
- Kreator
- Selektor

Učenje 2.0 naglašava ulogu generalne populacije u pridonošenju čitavom iskustvu učenja. Učenika se više ne smatra samo «primateljem» informacija. On postaje važan čimbenik u čitavome iskustvu, jer se od njega očekuje da svojim sudjelovanjem pridonese stvaranju i otkrivanju onih elemenata koji se trebaju naučiti. Učeniku je također dana odgovornost da bira iz okruženja elemente koje treba, ne smije se ustručavati da pita učitelja za dodatne elemente, i ako ustreba neka potraži elemente izvana danog okruženja, te da ih donese natrag u grupu.

## Učitelj
Uloga učitelja:
- Facilitator
- Pružatelj okruženja
- Nadgleda sadržaj

Kod Učenja 2.0 od učitelja se više ne očekuje da se ponaša kao ekspert, ili u nekim slučajevima isključivi dizajner iskustva učenja, već da nadgleda učenike i da im pruži i pomogne u izgradnji radnog okruženja u kojemu se učenje odvija. On ih upoznaje s elementima učenja unutar okruženja, i usmjerava ih dok oni uvode svoje elemente u radno okruženje. Kada iskustvo učenja završi učiteljev zadatak je da održava okruženje i pripremi ga za novu grupu učenika, ili za učenike iz prethodnih grupa.

## Elementi koji omogućuju učenje
Postoji nekoliko tehnologija koje se posebno koriste kako bi se učenje omogućilo:
- Blog
- Wiki
- Web feed
- Social networking

### Blog
Blog je elektronski dnevnik koji se često ažurira i namijenjen je javnom korištenju. Ovdje se podaci unose po kronološkom redoslijedu, a prikazuju se u obrnutom kronološkom redoslijedu. Pružaju komentare o aktualnim vijestima ili specifičnoj temi tipa: hrana, politika ili lokalne vijesti. U tipičnom blogu kombinira se tekst, slika, linkove prema drugim blogovima, web stranice, i ostale medije srodne nekoj temi. Omogućuje čitateljima da ostavljaju svoje komentare u interaktivnom formatu. Većina blogova su primarno tekstualne «naravi», no neki se fokusiraju na slike, skečeve, glazbu, te su dio šire mreže društvenih medija.

### Wiki
Wiki je mjesto u mreži koje posjetiocima omogućuje da dodaju, skidaju, te modificiraju sadržaj. Lakoća interakcije i operiranja na stranici čini wiki učinkovitim alatom za masovne poduhvate. Jedini nedostatak wiki leži upravo u njenoj prednosti, naime u lakoći modificiranja sadržaja. Generalno gledano wiki pretpostavlja da je dobrota obilježje svih ljudi, i kroz tu pretpostavku pokazuje vjeru u ljude da neće širiti neistine i laži kroz njezinu bazu podataka.

### Web feed
Web feed je format podataka koji poslužuje korisnicima često mijenjan sadržaj. Distributori sadržaja su spojili više web feedova u jedan, omogućivši time korisnicima da se pretplate na njega. Skupljanje web feedova na jednom mjestu se zove agregacija. U tipičnom scenariju korištenja web feedova, pružatelj usluga postavi link prema feedu na njihovu stranicu, gdje se korisnici mogu registrirati. Pomoću Agregator programa (poznat kao feed reader ili news reader), kojeg pokreću sa svojih računala, korisnici mogu iz svojeg Web-preglednika dovući link feed u svoj feed reader. Nakon što primi link, agregator provjeri sve servere na feed listi tražeći taj novi sadržaj. Ako ga nađe on porukom dojavi da je sadržaj dostupan za preuzimanje, ili ga pak automatski preuzme, ovisno o njegovim postavkama. Agregator se također može programirati da periodično provjerava novi sadržaj. Sadržaj koji web feedovi daju na korištenje je najčešće u HTML obliku, ili u obliku linkova prema drugim stranicama. Oni se koriste na mnogim Internet stranicama, portalima i blogovima.

### Social networking
Social networking je društvena struktura koju tvore čvorovi (većinom individualci i organizacije) povezani jednom ili više veza posebnog tipa, npr. financijska razmjena, prijateljstvo, neprijateljstvo, trgovina, web linkovi itd.
Društvena mreža gleda na društvene odnose u smislu čvorova i veza. Čvorovi su individualni činitelji unutar mreže, a veze su odnosi između individualnih činitelja. Društvena mreža funkcionira na više razina, od obitelji do nacija, i igra kritičnu ulogu u određivanju načina na koji će problemi biti riješeni, organizacije vođene, i stupnja uspješnosti postizanja ciljeva pojedinaca. Jednostavnije rečeno, društvena mreža je mapa svih važnijih veza između proučavanih čvorova.

## Vanjske poveznice
- PLCMC's Learning 2.0 program
- E-learning članak
- en:Blog
- en:Web feed
- en:Wiki
- en:Social networking